# Flabiol
Een flabiol (ook bekend als flaviol, flubiol of fabirol) is een soort fluit en dit muziekinstrument wordt tot de houtblazers gerekend. De flabiol is een van de twaalf typische instrumenten van de Catalaanse cobla. De flabiolbespeler speelt vaak met één hand deze fluit, terwijl de andere hand een trommeltje (tambori) bespeelt, dat hij onder een elleboog klemt. De flabiol is ongeveer 20 – 25 cm lang en heeft 5 of 6 gaten aan de voorzijde en 3 aan de achterzijde. De flabiol speelt thema's in een hoge ligging.

## Overzicht
De twee hoofdtypen van de flabiol zijn:
- droge flabiol, die geen vingergaten heeft, en de
- flabiol met gaten of flabiol voor cobla die gebruikt wordt bij het spelen van de sardana's en in andere volksmuziekensembles. De flabiol wordt begeleid door een klein trommeltje met de naam tambori dat onder de linkerelleboog wordt gehouden en met de rechterhand wordt bespeeld. Alle sardana's beginnen met een introductie van de flabiol.

## Stemming, bouw en notatie
De oorspronkelijke flabiol was van ebbenhout gemaakt, en had twee duimgaten en vier vingergaten. Vanaf het einde van de 19e eeuw werd het aantal gaten vergroot naar 3 aan de onderzijde (duim) en 5 aan de bovenzijde (vingers). Ook werd de fluit met een kleppenmechaniekje (een klein Böhm-systeem) uitgerust. De flabiol is een transponerend instrument in F. Het klinkt 11 tonen hoger dan het genoteerd wordt. Notatie vindt plaats in de g-sleutel. De omvang omvat twee octaven van e3 tot e5. De toonhoogte wordt veranderd door het openen en sluiten van de kleppen en gaten. Chromatische halve tonen worden gerealiseerd door het gedeeltelijk sluiten van de gaten.

## Verspreiding en ander gebruik
De flabiol komt voor in een gebied dat loopt van ongeveer Zuid-Catalonië tot aan Roussillon in Frankrijk, en van oostelijk Aragón tot de Balearen, waar het ook als solo-instrument wordt gebruikt met geheel eigen melodiek. Naast gebruik in de grote sardana- en coblagezelschappen komt de flabiol ook voor in de kleine cobla, bestaande uit slechts een tarota of tible, een flabiol en een doedelzak (die ook wel sac de gemecs wordt genoemd).